# لويد راسيل
لويد راسيل (بالإنجليزية: Lloyd Russell)‏ هو لاعب كرة قاعدة أمريكي، ولد في 10 أبريل 1913 في أتوكا في الولايات المتحدة، وتوفي في 24 مايو 1968 في واكو في الولايات المتحدة.

## وصلات خارجية
- لويد راسيل على موقعبيزبول رفرنس.كوم (الدوري الرئيسي) (الإنجليزية)